# لي تشانغ-وون
لي تشانغ-وون (هانغل: 이창원) هو لاعب كرة قدم كوري جنوبي في مركز الدفاع، ولد في 10 يوليو 1975 في كوريا الجنوبية. لعب مع بوهانغ ستيلرز.

## وصلات خارجية
- لي تشانغ-وون على موقع دوري كوريا الجنوبية (الإنجليزية)
- لي تشانغ-وون على موقع قاعدة بيانات كرة القدم.إي يو (الإنجليزية)